# Hades (film)
Hades è un film drammatico del 1995 scritto, diretto e interpretato da Herbert Achternbusch.
È stato presentato in concorso alla 45ª edizione del Festival di Berlino.

## Trama
La storia è suddivisa in tre parti. La prima introduce Hades, eccentrico titolare di un'azienda di pompe funebri di origine ebraica, e le donne della sua vita. La seconda parte descrive diverse scene del ghetto ebraico di Monaco di Baviera, con filmati realizzati dalla propaganda nazista che mostrano ebrei affamati che affollano le strade. Nella terza parte, i neo-nazisti marciano senza sosta a Monaco di Baviera, Hades si batte con alcuni di loro e il suo negozio viene vandalizzato. Il film termina con la morte di Hades che viene sepolto in mare.

## Distribuzione
Dopo l'anteprima al Festival di Berlino, il film è stato distribuito in Germania nell'aprile 1995.